# Eugenia rugosissima
Eugenia rugosissima är en myrtenväxtart som beskrevs av Marcos Sobral. Eugenia rugosissima ingår i släktet Eugenia och familjen myrtenväxter. Inga underarter finns listade i Catalogue of Life.